# Каленчини
Каленчини (пол. Kałęczyny, нім. Lenzendorf) — село в Польщі, у гміні Елк Елцького повіту Вармінсько-Мазурського воєводства.
Населення — 154 особи (2011).
У 1975-1998 роках село належало до Сувальського воєводства.

## Демографія
Демографічна структура станом на 31 березня 2011 року:
|          | Загалом | Допрацездатний вік | Працездатний вік | Постпрацездатний вік |
| -------- | ------- | ------------------ | ---------------- | -------------------- |
| Чоловіки | 75      | 12                 | 56               | 7                    |
| Жінки    | 79      | 22                 | 40               | 17                   |
| Разом    | 154     | 34                 | 96               | 24                   |